# Aseri
Aseri (in tedesco Assern) era un comune rurale dell'Estonia nord-orientale, nella contea di Lääne-Virumaa (prima del 2017 faceva parte della contea di Ida-Virumaa). Il centro amministrativo del comune era l'omonimo borgo (in estone alevik). Nel 2017 è stato inglobato nel comune di Viru-Nigula.
Dista 18 km da Püssi, 30 km da Kohtla-Järve e 125 km da Tallinn.

## Geografia fisica
La superficie complessiva di Aseri è pari a 61,7 km², di cui: il 30% sono foreste, 41,5% terreni non coltivati, 11,4% sono aree naturalistiche, ed il restante 17,1% per altri utilizzi.

## Località
Il centro principale è l'abitato di Aseri, dove risiedono 1 948 abitanti. 
Oltre al capoluogo, il comune comprende 8 frazioni (in estone küla), alcune delle quali indicate anche con il nome in tedesco:
- Aseriaru küla, 30 abitanti
- Kalvi küla (Podwess, Pöddes), 40 abitanti
- Kestla küla (Kestell), 37 abitanti
- Koogu küla (Koock), 38 abitanti
- Kõrkküla (Kurpküll), 38 abitanti
- Kõrtsialuse küla (Kerzilhausen), 33 abitanti
- Oru küla (Orro), 24 abitanti
- Rannu küla (Randen), 201 abitanti

## Da vedere
La località di Kalvi risale al 1196, ma il castello Kalvi Mois è del 1914. Attualmente è utilizzato come struttura alberghiera.